# Harry Gordon Selfridge

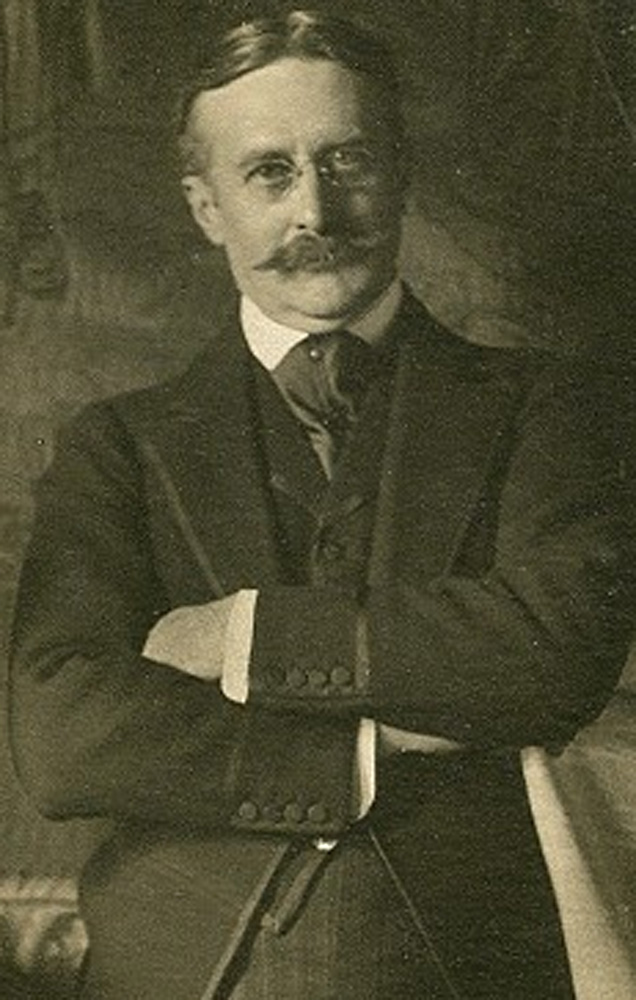
Harry Gordon Selfridge, etwa 50-jährig

Harry Gordon Selfridge (* 11. Januar 1858 in Ripon, Wisconsin, USA; † 8. Mai 1947 in London, Großbritannien) war ein US-amerikanischer Kaufmann.

## Leben
Er arbeitete für den Einzelhändler Marshall Field in Chicago und führte Neuerungen wie jährliche Ausverkäufe und Grabbeltische ein. Dort schaffte er es bis zum Junior Partner. 1906 ging Selfridge in den Ruhestand, nachdem er das Kaufhaus Schlesinger & Mayer für fünf Millionen Dollar kaufte und nach nur drei Monaten wieder verkaufte. Im darauf folgenden Jahr zog er nach London. Dort eröffnete er am 15. März 1909 das Kaufhaus Selfridge & Co. oder kurz Selfridges in der Londoner Oxford Street. Im Jahr 1927 kaufte er das Kaufhaus Whiteleys von den Söhnen des Gründers William Whiteley.
1939 trat Gordon Selfridge als Vorstandsvorsitzender zurück.
Sein Leben ist Thema der britischen Fernsehserie Mr Selfridge mit Jeremy Piven in der Hauptrolle.